# Retrato de Dante (Botticelli)
El Retrato de Dante es un cuadro del artista italiano Sandro Botticelli, de hacia 1495. Está pintado al temple sobre lienzo y actualmente se conserva en una colección privada en Ginebra.

## La obra
Esta obra es un retrato del poeta florentino Dante Alighieri. El característico perfil del poeta resalta con fuerza sobre el fondo claro. Según los cánones de la época, Dante viste abrigo y capucha de color rojo sobre una gorra blanca. Resulta evidente que Botticelli conocía el fresco de Dante pintado por Domenico di Michelino en la catedral de Florencia, donde el poeta aparece por primera vez tocado con una corona de laurel. Estos detalles corresponden al estándar de la representación de la figura del poeta.

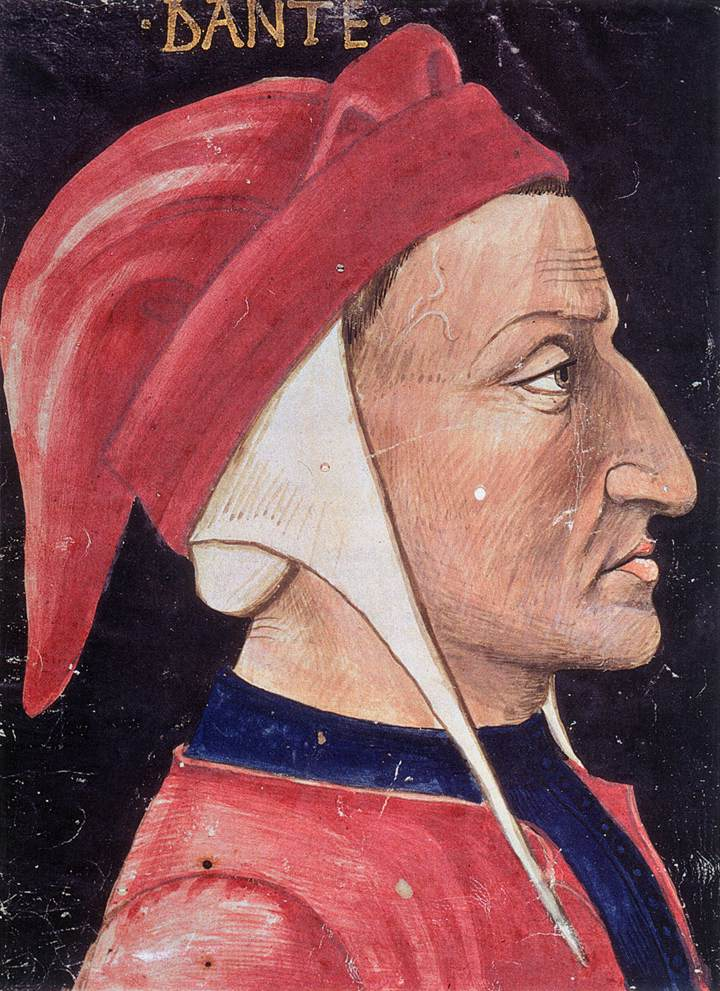
Dante representado en una miniatura, fechada con posterioridad a 1436
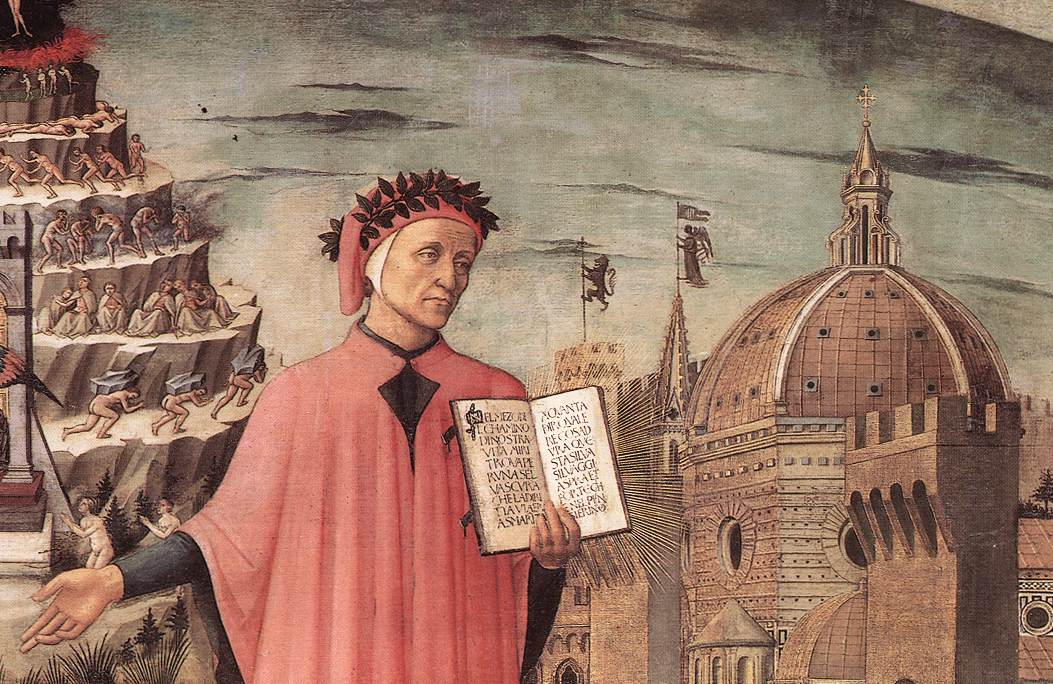
Dante representado por Domenico di Michelino, 1465
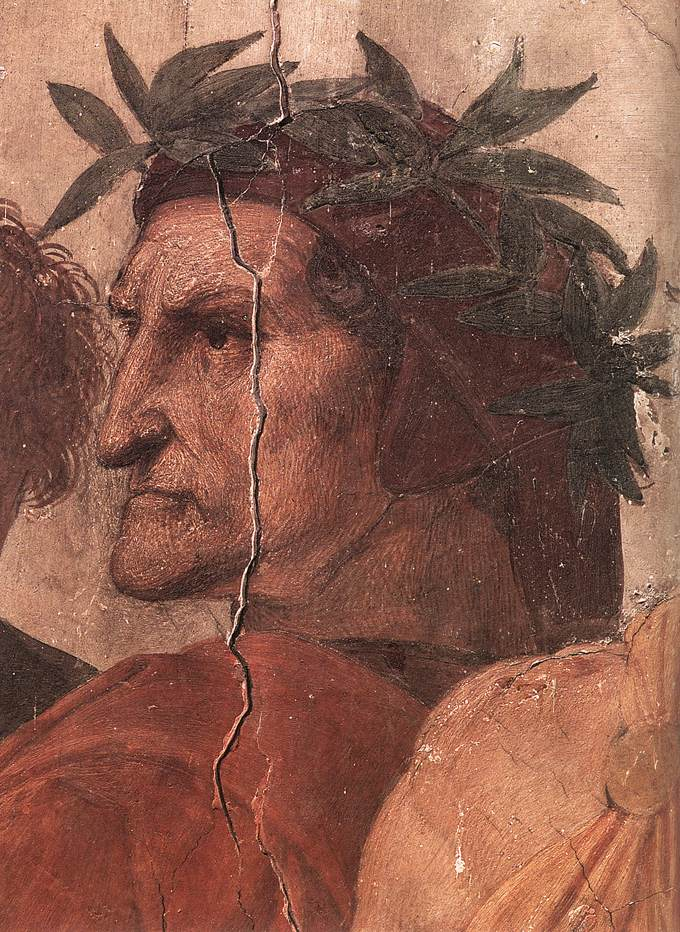
Dante representado por Rafael, hacia 1510-1511

Desde el punto de vista pictórico, la obra está marcada por un marcado contraste de colores resultante de la oposición entre las prendas rojas y un fondo claro puramente formal.

## Botticelli y Dante
Botticelli realizó diversas ilustraciones de la Divina Comedia de Dante, que se encuentran entre las obras más refinadas del pintor. En la actualidad se conocen 94 grabados, que se conservan en el Gabinete de Grabados al Cobre de Berlín y en la biblioteca del Vaticano. También se atribuyen a Botticelli 19 bocetos para grabados en cobre, realizados probablemente por Baccio Baldini, que ilustran la primera impresión del texto, de 1481.